# Zveza bojevitih ateistov
Zveza bojevitih ateistov (rusko Союз воинствующих безбожников – Sojúz voínstvujuščih bezbóžnikov) je bila ateistična in protiverska organizacija delavcev in inteligence, ki se je razvila v Sovjetski zvezi pod vplivom ideoloških in kulturnih pogledov ter politike Komunistične partije Sovjetske zveze od leta 1925 do 1947. Zvezo so sestavljali člani partije, člani mladinskega gibanja Komsomol, ljudje brez posebne politične pripadnosti, delavci in vojaški veterani.
Zveza je vključevala delavce, kmete, študente in inteligenco. Imela je svoje prve podružnice v tovarnah, obratih, kolektivnih kmetijah (kolhozih) in izobraževalnih ustanovah. Do začetka leta 1941 je imela približno 3,5 milijona članov 100 narodnosti. Imela je približno 96.000 pisarn po vsej državi. Vodena po boljševističnih načelih komunistične propagande in po ukazih partije glede vere, si je Zveza prizadevala za izkoreninjenje religije v vseh njenih pojavnih oblikah in oblikovanju protiverske znanstvene miselnosti med delavci. Propagirala je ateizem in znanstvene dosežke, izvajala tako imenovano »individualno delo« (pošiljanje ateističnih mentorjev na srečanja s posameznimi verniki, da bi jih skušali pripraviti do odrekanja veri); večina kmetov ni bila navdušenih in celo partijski aparat je Zvezo označeval za neučinkovito. Geslo Zveze je bilo »Boj proti religiji je boj za socializem«, kar naj bi povezovalo njihove ateistične poglede s komunističnim prizadevanjem za »izgradnjo socializma«. Eno od gesel, sprejetih na 2. kongresu, je razglasilo: »Boj proti religiji je boj za petletni načrt!« Zveza je imela mednarodne povezave; bila je del Internacionale proletarskih svobodomislecev in kasneje Svetovne zveze svobodomislecev. Do sredine tridesetih let 20. stoletja je komunistični režim menil, da je socializem 'zgrajen', Zveza pa je sprejela nov slogan: »Boj proti veri je boj za komunizem«, po marksistični ideologiji naslednja stopnja za socializmom. 
Zveza je bila »nominalno neodvisna organizacija, ki jo je ustanovila komunistična partija za spodbujanje ateizma«. Izdajala je časopise, revije in drugo gradivo, ki je napadalo religijo, sponzorirala je predavanje filmov; organizirala je demonstracije in parade, ustanavljala je protiverske muzeje in vodila usklajeno prizadevanje za dopovedovanje, da so verska prepričanja in običaji napačni in škodljivi ter da bi morali dobri državljani sprejeti znanstveni, ateistični pogled na svet.